# 1995 în informatică
- 1994 în informatică — 1995 în informatică — 1996 în informatică

1995 în informatică a însemnat o serie de evenimente noi notabile:

## Premiul Turing
- Manuel Blum